# 岙胡胡氏宗祠
29°21′42.37″N 121°24′51.49″E / 29.3617694°N 121.4143028°E
岙胡胡氏宗祠是中国浙江省宁海县的一处祠堂，堂号为积庆堂。祠堂位于梅林街道岙胡村，距离宁海县城5千米。祠堂建筑始建于清嘉庆二年（1797年），此后多次修复和增建，现存建筑面积1020平方米。宗祠戏台、勾连廊设三连藻井，建于20世纪20年代，为浙江省内仅存的三座三连藻井戏台之一。2006年，岙胡胡氏宗祠古戏台与宁海县境内其他九座戏台被列入全国重点文物保护单位。

## 历史
岙胡村胡氏先祖胡文琫自明代从县城迁入该村，因处于山岙，村名得名为岙胡。胡氏宗祠始建于清嘉庆二年（1797年），为宁海县生员胡元实主持修建。此时的祠堂规模较小，仅有三间平屋作为前厅。至清咸丰四年（1854年），由胡寅阶主持，族内各房集资对祠堂进行扩建。此番扩建将前厅的平屋改建为五间楼房。在这次改建中，采用了“劈作做”的施工组织方式，即不同房聘请不同的工匠，以中轴线为界分别施工，因而中轴线两侧建筑存在差别。20世纪20年代，戏台和戏台前的勾连廊得到改建，历经7年时间建成三连贯藻井，形成当下的建筑规模:60。

## 形制
岙胡胡氏宗祠西南为辛岭，西北为凤潭、紫溪，朝向为西偏北。建筑中轴对称，中轴线上分别为前天井、仪门、戏台、勾连廊和正厅。仪门和正厅均为单檐硬山顶建筑，Y形山尖，梁架为抬梁穿斗混合结构。其中仪门面阔七间，正厅面阔五间:61。仪门有翔龙飞凤镂雕雀替，明间上悬“胡氏宗祠”匾额，左右有楹联，上书“堂构森严种子孙，孙支繁衍焕宗方”。正厅卷棚、穿插坊有雕花。整座建筑檐枋、额板等构件大量绘有《三国演义》、《封神演义》等故事绘画。
戏台及两间勾连廊前接仪门，后连正厅，形成“工”字形。戏台面阔4.8米，深4.9米，戏台面高出地面1.2米，台柱有楹联“一方平台，演尽古今风流；数尺之基，走遍天南地北”。台后设置屏风，上书古诗词，左右开门，屏风上方题额“飞云驻”，左右台门题额分别为“来兮”、“归去”。戏台藻井为圆形，螺旋式叠涩盘筑，以十六组坐斗自下而上叠压形成十六条龙，井口刻龙头，镜顶刻龙尾。井壁刻有双龙戏珠、水草等花纹，寄托“藻由水生、水能压火”的寓意:61。戏台东侧两间勾连廊额坊与戏台柱直接相连，顶部各有一个藻井，西间下有长凳可供观戏。西间藻井为圆形八卦盘式，由坐斗组成16条经线，其中的八条经线分别由两个龙凤坐斗形成八龙八凤，井底另绘有一龙形成九龙藻井，藻井四周三角形天花板上绘有骊马。东间藻井为圆形，有两道井口，形似铜盆帽。藻井共设8条经线，其中两井口间的经线由龙凤坐斗组成，井底绘制彩绘三鱼:62。

## 保护和利用
文化大革命期间，为保护宗祠建筑雕刻，村民使用白灰涂抹部分雕刻，此举使建筑部分彩绘受损。宗祠古戏台于2003年2月被列入宁海县文物保护单位，2005年3月与崇兴庙古戏台以“胡氏宗祠及崇兴庙”的名义被列入浙江省文物保护单位，2006年5月与县内其他9处古戏台以宁海古戏台的名义被列入第六批全国重点文物保护单位。宗祠于2019年获得国家文物保护专项补助资金126万元人民币用于建筑维修。为保护戏台和建筑，宗祠不再举办各种宴席，但依然维持每周五的票友聚会及春节、清明节等节令的庆祝活动。2011年5月，宗祠内曾举办中国木作（古戏台）文化高峰论坛暨古戏台开台仪式，国家文物鉴定委员会、故宫博物院等文物机构及苏州昆剧院、浙江越剧团等戏剧演出团体参与活动。

## 图片

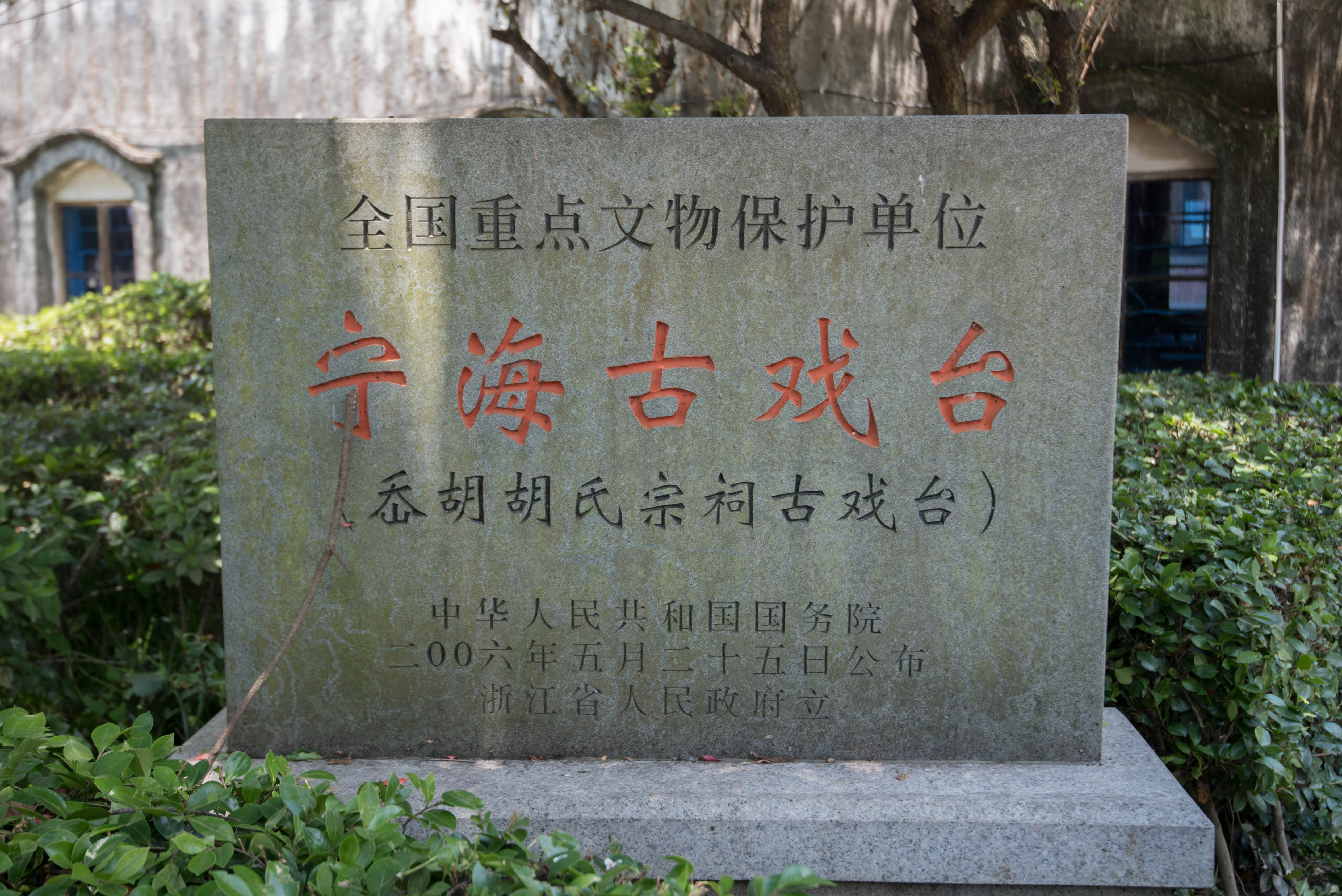
文物保护碑
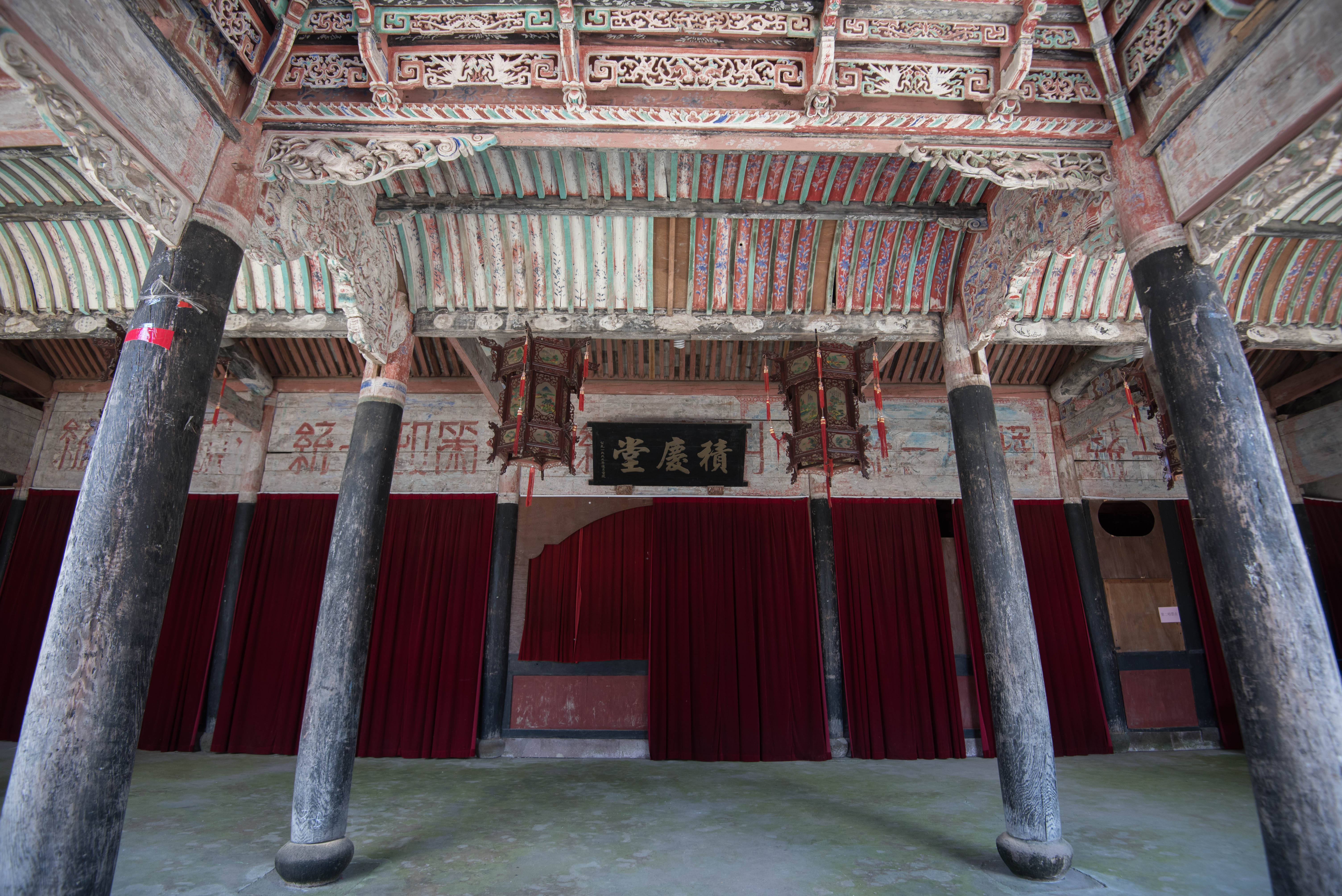
正厅
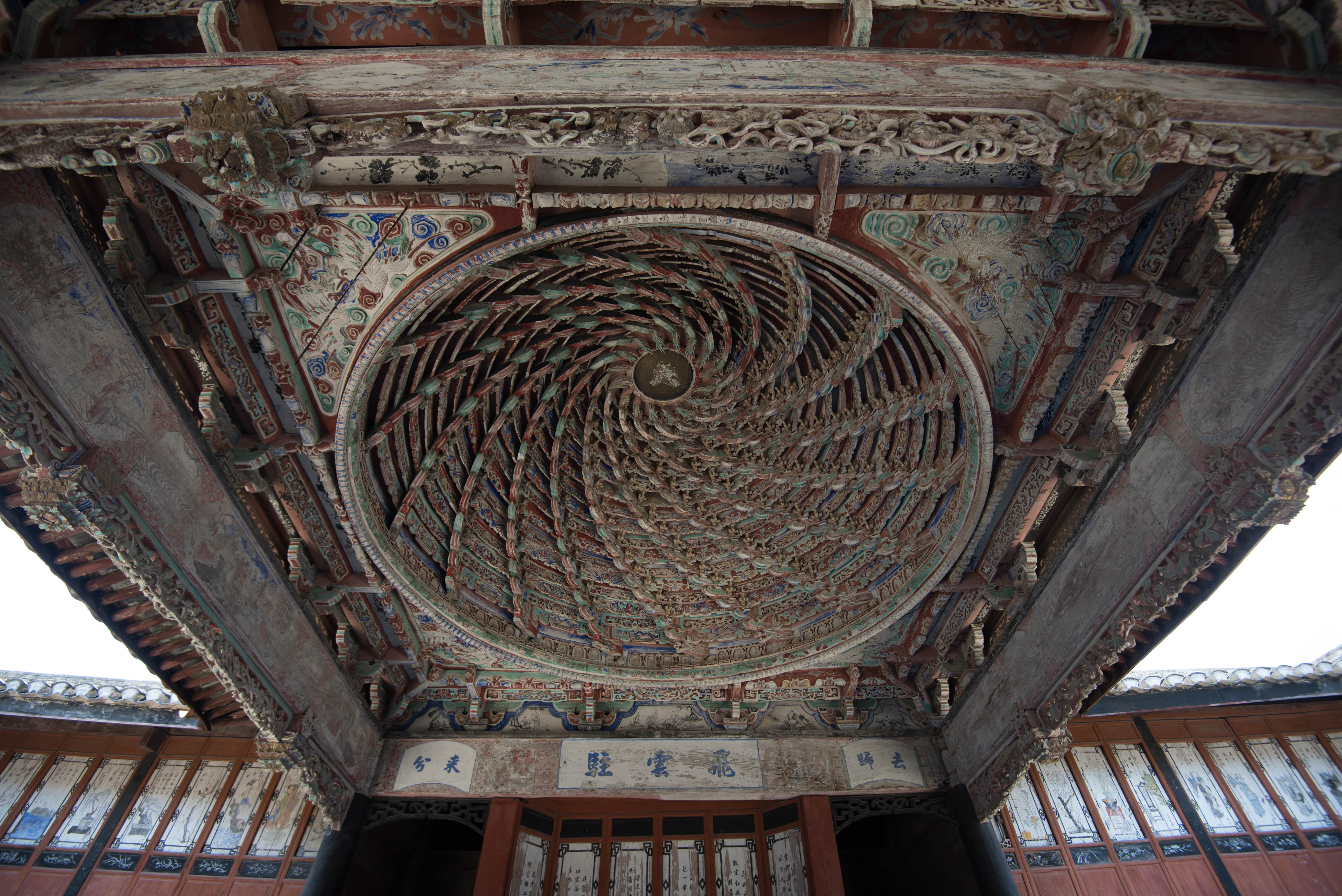
戏台藻井
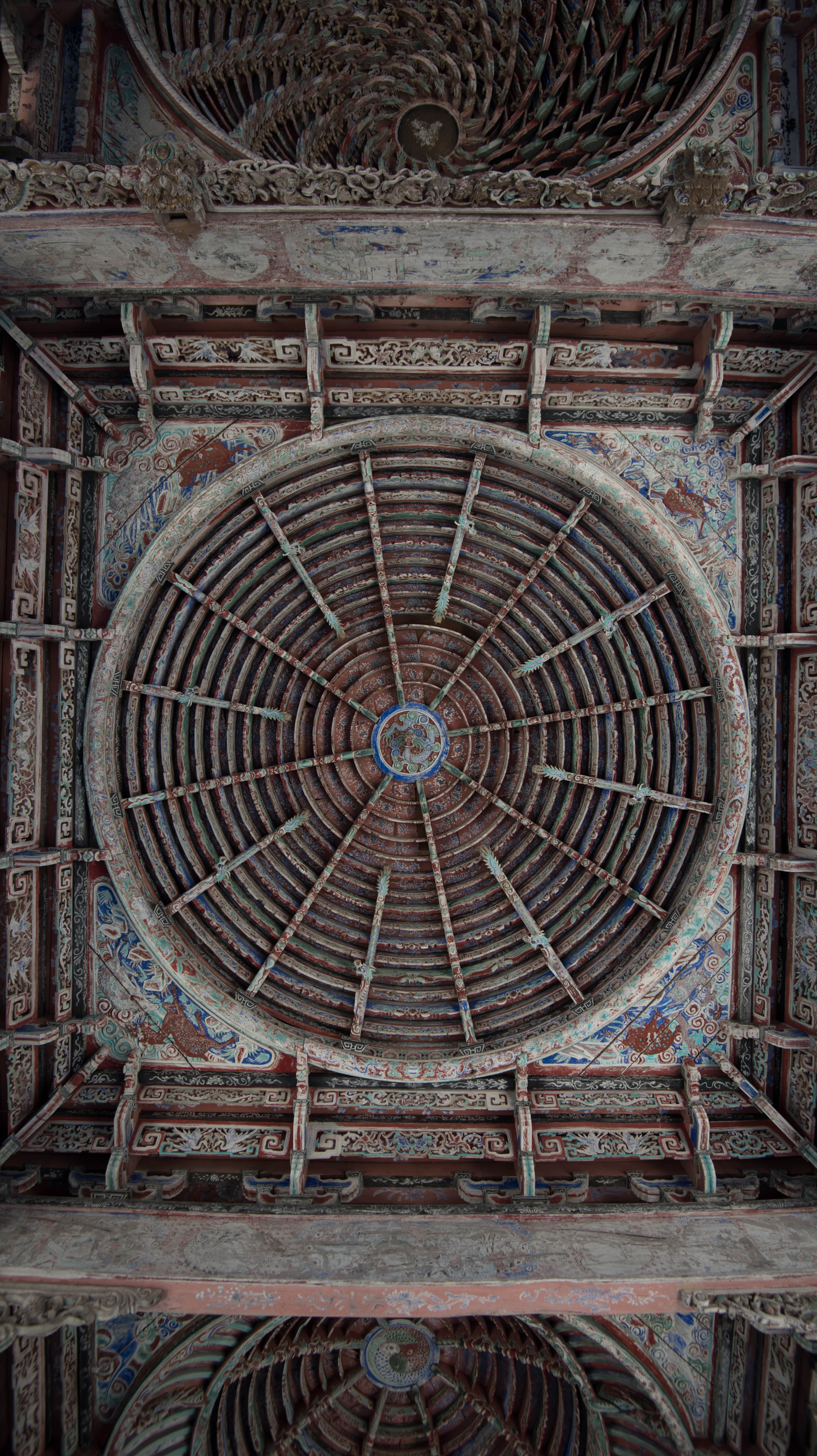
勾连廊西间藻井
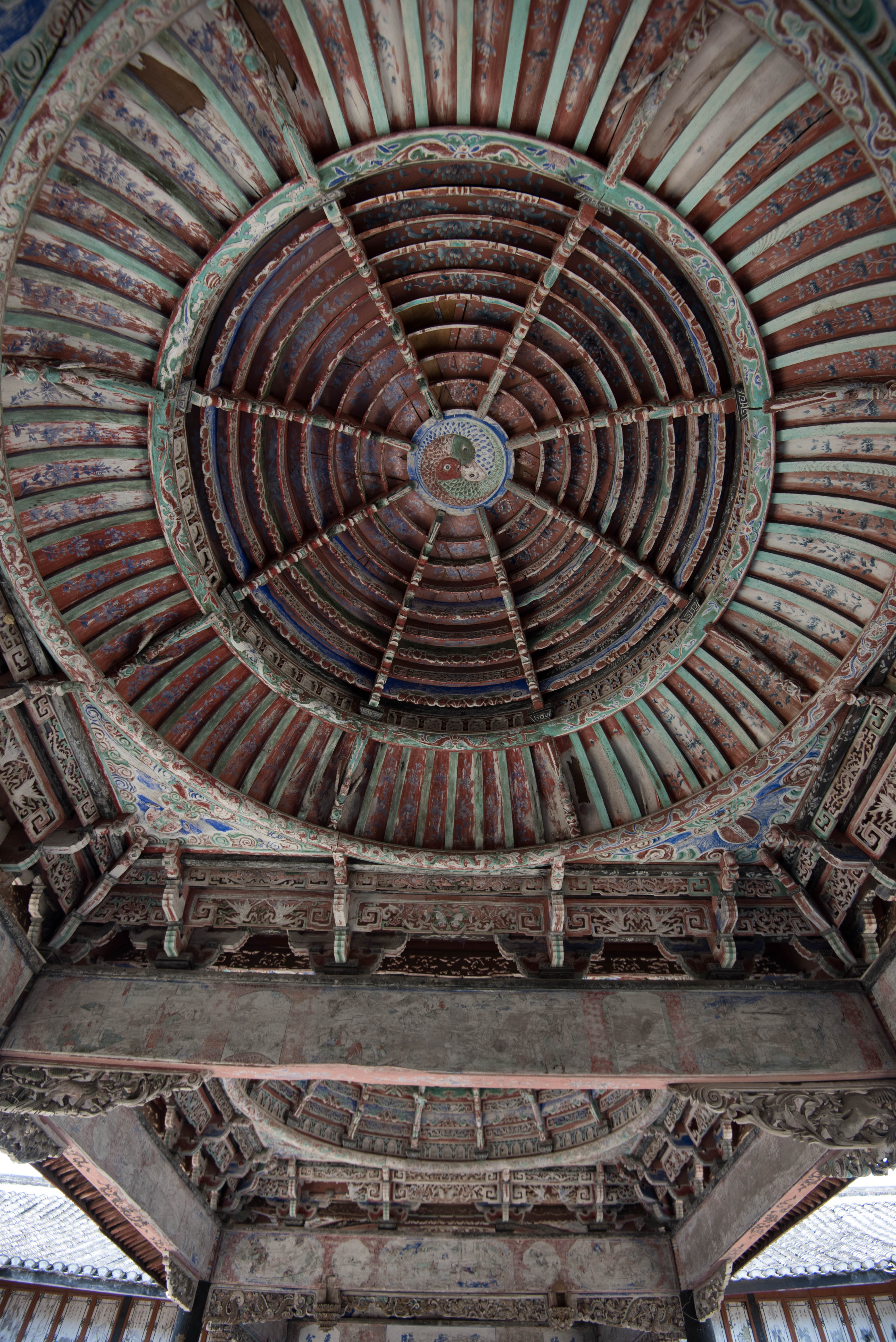
勾连廊东间藻井